# Orlické Záhoří
Orlické Záhoří este o arie protejată (arie de protecție specială avifaunistică — SPA) din Republica Cehă întinsă pe o suprafață de 903,94 ha, integral pe uscat.

## Localizare
Centrul sitului Orlické Záhoří este situat la coordonatele 50°17′12″N 16°27′38″E / 50.286667°N 16.460556°E.

## Înființare
Situl Orlické Záhoří a fost declarat arie de protecție specială avifaunistică în octombrie 2004 pentru a proteja 1 specie de animale.

## Biodiversitate
Situată în ecoregiunea continentală, aria protejată nu include niciun habitat protejat.
La baza desemnării sitului se află o specie protejată de  păsări: cristeiul de câmp (Crex crex)